# Joseph Caro
Yosef ben Efraim Caro, en hebreo: יוסף קארו (Toledo, Reino de Castilla; 1488-Safed, Imperio otomano; 24 de marzo de 1575), era un rabino, teólogo, jurista y escritor judío sefardí. También es llamado HaMejaber ("el autor") y Maran ("maestro"). Es considerado como una de las mayores autoridades legales del judaísmo debido a que escribió el Shulján Aruj, una exhaustiva codificación de la halajá que siglos después de su primera publicación (Venecia, 1565) sigue constituyendo una referencia ineludible para buena parte de los judíos practicantes.

## Biografía
Yosef Caro nació en Toledo, en 1488, en una familia de expertos de Talmud. En 1492, con solo cuatro años de edad, tuvo que abandonar el Reino de Castilla a causa de la expulsión de los judíos decretada por los Reyes Católicos, estableciéndose con su familia en Portugal, de donde fueron expulsados nuevamente. En 1497 se trasladó con sus padres a la Nicópolis otomana (hoy en la actual Bulgaria), donde recibió su primera formación de manos de su propio padre, que era un eminente talmudista y ejerció como director de la yeshivá. Se casó primero con una hija de Isaac Saba y, tras la muerte de su primera esposa, con la hija de Hayyim Albalag, todos ellos conocidos talmudistas. Como su segunda mujer falleció también, se volvió a casar en terceras nupcias con una hija de Zechariah Sechsel (o Sachsel), también talmudista. Entre 1520 y 1522 vivió en Edirne, donde muy probablemente se entusiasmó con Salomón Molcho, quien estimuló sus tendencias hacia la mística. Cuando este murió en 1532, Caro hizo ofrendas para honrar la muerte del mártir. 
Tuvo fantásticas visiones y sueños, que tomó por revelaciones, en los que se le aparecía la Mishná personificada para instruirle para que estuviese a su servicio. Sus experiencias proféticas cristalizaron en la escritura del Maguid Meisharim, un singular texto cabalístico. Este hecho fue objeto de diversas reflexiones y controversias por parte de los rabinos de su época. El también cabalista Shlomo Halevi Alkabetz aseguraba que Caro realmente había recibido visitas angélicas en Salónica, en cambio, el rabino Jaim Vital consideraba que las visitas del maguid eran una forma de inspiración divina. 
Su experiencia mística fue probablemente el motivo que lo llevó a emigrar hacia Palestina, donde llegó alrededor de 1535, habiéndose detenido algunos años en Salónica (1533) y Constantinopla.
En 1538 recibió en Safed, capital de distrito de la Siria otomana, la ordenación (semijá) del rabino Jacob Berab, quien ejerció gran influencia sobre él. Allí trabajó como juez en el tribunal rabínico (bet din) del propio Berab, y fundó una academia talmúdica (una yeshivá) para enseñar la Torá. Después del fallecimiento del rabino Jacob Berab, Caro lo sucedió al frente de su tribunal junto con el rabino de origen griego Moshé de Trani, también conocido como Mabit. 
Desde muy joven se ganó la reputación de hombre muy instruido y brillante intérprete. Escribió un vasto comentario llamado Beit Yossef sobre el Arba Turim; una clarificación metódica del Mishné Torá de Maimónides titulada Késsef Mishné y el Shulján Aruj, la más célebre compilación de leyes judías, todavía autoridad máxima en materia de jurisprudencia legal. Su actividad como maestro y jurista en Safed y su obra escrita hicieron que durante los últimos años de su vida ya se le considerase como el rabino más grande desde Maimónides. Su autoridad en materia de halajá se extendía por toda Europa.

## Obras
- Shulján Aruj. Fue escrito en la ciudad de Safed, en 1565.
- Bedek ha-Bayit (Salónica, 1605), suplementos y correcciones de su obra Beit Yossef.
- Kelalei ha-Talmud (Salónica, 1598), según el método del Talmud.
- Avkath Rochel (Salónica, 1791), responsa rabínica.
- Derashot (Salónica, 1799), sermones, en la colección Or Tzadikim.

### Beit Yosef
El Beit Yosef (en hebreo: בית יוסף) (en español: "la casa de José") es un código de la ley judía (Halajá) compilado por el Rabino Yosef Caro en el siglo XVI. Fue concebido como un comentario del Arba Turim del Rabino Jacob ben Asher.

### Késsef Mishné
El Késsef Mishné es un comentario de la obra del Mishné Torá, la obra del Rambam Maimónides. El Kessef Mishné fue escrito por el rabino Yosef Caro, en la localidad de Nikopol, y fue publicado en Venecia entre los años 1574 y 1575. En la introducción de su obra, el autor escribe que su objetivo era citar la fuente de cada ley que aparece en el Mishné Torá, y defender la obra del Rambam, de los argumentos del Ravad, el rabino Abraham ben David.

### Maguid Meisharim
El Maguid Meisharim (en español: "El ángel de los rectos") fue publicado en Lublin y en Venecia en 1646. Este libro, es una obra literaria que trata sobre el misticismo judío, y que forma parte de la literatura rabínica. Desde el año 2018, el texto se encuentra disponible en español, y ha sido traducido por el rabino Aharón Shlezinger, y ha sido publicado por Ediciones Obelisco. Caro también escribió un comentario sobre la Mishná. Hay algunos comentarios de Rashi y Nahmánides sobre la Torá, que no se han conservado hasta nuestros días.